# Козловских, Александр Георгиевич
Александр Георгиевич Козловских (22 мая 1950, Киров) — советский футболист и тренер, нападающий. Мастер спорта СССР.

## Биография
Воспитанник групп подготовки «Юный динамовец» (1961—1967, тренер Виталий Михайлович Шулятьев). Дебютировал в 1968 году в команде класса «Б» «Динамо» Киров, за два сезона в 73 играх забил 37 голов. В 1970 году перешёл в пермскую «Звезду», в составе которой на следующий год стал чемпионом РСФСР и вышел в первую лигу. В 1973 году имел договорённость о переходе в ленинградский «Зенит», но так как в составе «Звезды» проходил армейскую службу, был вынужден перейти в ЦСКА. В 1975—1977 годах играл за московский «Локомотив». В 1978 году по приглашению Николая Самарина, под руководством которого играл в «Звезде», перешёл в СКА Ростов-на-Дону из первой лиги, но в начале мая получил тяжелую травму и вернулся в Москву. В 1979—1980 годах играл во второй лиге за «Строитель»/«Факел» Тюмень. В 1981 году вернулся в кировское «Динамо», с которым вышел в первую лигу, забив в 32 матчах 38 голов (еще 7 — в четырех переходных играх). В 1983 году завершил карьеру игрока.
Чемпион мира среди железнодорожников (1975).
Окончил Пермский государственный педагогический институт (физическое воспитание, 1972), Высшую школу тренеров (1985).
Тренер (1983) и старший тренер (1986, до июля) «Динамо» Киров. Работал в ШВСМ, школе олимпийского резерва (Химки). Тренер команд ЦСКА-2 (1989—1990), «Трестар» Останкино (1992), «МЧС-Селятино» (1997).
Работал в РФС с юниорскими сборными России. Старший тренер ДЮСШ «Салют» от Тушинского машиностроительного завода. Работал в российской школе спортивного мастерства. С 2012 года — тренер в ДЮСШ «Спортивно-адаптивная школа» Москва.
Инспектор матчей второго дивизиона и Кубка России (2004—2005).
Награжден медалью «80 лет Госкомспорта России» (2003), знаком «Отличник физической культуры и спорта России» (2007).